# Fritz Sarasin
Pour les articles homonymes, voir Sarrasin.

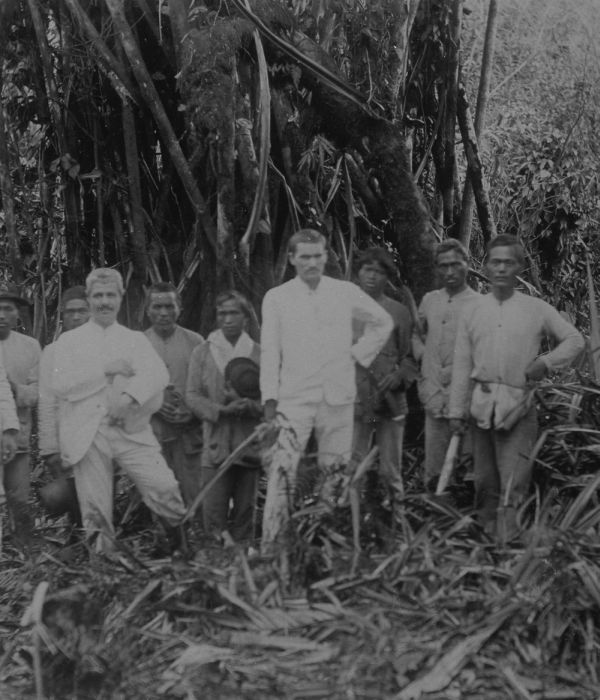
Fritz et Paul Sarasin lors de leur expédition aux Célèbes.

Fritz Sarasin (né Karl Friedrich Sarasin le 3 décembre 1859 et mort le 23 mars 1942) est un naturaliste suisse.

## Biographie
Il est un cousin germain de Paul Sarasin. Ils font une expédition scientifique à Célèbes (aujourd'hui Sulawesi) en 1893 puis en 1903, où ils découvrent de nombreuses espèces, ainsi que la culture préhistorique toalienne.
Fritz et Paul Sarasin sont commémorés par les noms scientifiques de cinq espèces de reptiles : Amphiesma sarasinorum, Correlophus sarasinorum, Nessia sarasinorum, Pseudorabdion sarasinorum et Sphenomorphus sarasinorum.
Il existe sept espèces, deux genres et une sous-famille qui portent leur nom.

## Publications
Il a publié quelques ouvrages scientifiques avec Paul Sarasin.
- Sarasin F. & Roux J. (eds.) (1913–1918). Nova Caledonia. Forschungen in Neu-Caledonien und auf den Loyalty-Inseln. Recherches scientifiques en Nouvelle-Calédonie et aux iles Loyalty. Wiesbaden.
  - (1913). A. Zoologie. Volume I.
  - (1915). A. Zoologie. Volume II.
  - (1923). A. Zoologie. Volume III.
  - (1925). A. Zoologie. Volume IV.
- Aus einem glücklichen Leben. Biographische Notizen, Frobenius AG, Basel 1941.